# Bright Enobakhare
Bright Enobakhare (Benin City, 18 de maio de 1998) é um futebolista profissional nigeriano que atua como atacante.

## Carreira
Bright Enobakhare começou a carreira no Wolverhampton Wanderers.

## Títulos
Wolverhampton Wanderers
- EFL Championship: 2017–18[2]